# Дуконо
Дуко́но — активный вулкан на острове Хальмахера в Индонезии.
Расположен на стыке Тихоокеанской и Австралийской литосферных плит. Высота над уровнем моря — 1335 м. На вершине имеется 7 кратеров, активный кратер имеет размеры 700 на 570 м. Вулкан активен, зафиксированы крупные извержения в 1719, 1868, и 1901 годах. С 1933 года непрерывно извергается до настоящего времени. Тип вулкана: комплексный вулкан.